# Xianju
Xianju is een arrondissement in de Zhejiangse stadsprefectuur Taizhou. Deze arrondissement heeft een oppervlakte van 1992 km² en een inwoneraantal van 470.000. De postcode van het gebied is 317300. Het Volkskantoor van Xianju ligt in het subdistrict Fuying. In Xianju wordt het plaatselijke Wu dialect Taizhouhua.
Xianju is bestuurlijk onderverdeeld in drie subdistricten, zeven grote gemeentes en tien gemeentes.

## Geschiedenis
De oude naam van Xianju is Yongan (永安). Het is vernoemd naar de rivier Yongan, die door dit gebied stroomt. In 1007 vond keizer Song Zhenzong (宋真宗) dat het gebied vol onsterfelijken was en noemde het gebied Xianju, woonplaats der onsterfelijken.

## Cultuur
Tijdens Chinees nieuwjaar wordt in Xianju de lekkernij guiyuancha gegeten. Het wordt ook gemaakt om tijdens het feest als cadeau aan vrienden en familie te geven. Het midherfstfeest wordt in Xianju op de zestiende van de achtste maand van de Chinese kalender gevierd, in plaats van de vijftiende.
De autochtone taal van de bewoners van Xianju is Taizhouhua.